# Saint-Gély-du-Fesc
Pour les articles homonymes, voir Gely.
Saint-Gély-du-Fesc est une commune française située dans le nord-est du département de l'Hérault en région Occitanie en périphérie de Montpellier. Ses habitants sont appelés les Saint-Gillois.
Exposée à un climat méditerranéen, elle est drainée par la Lironde, le ruisseau de Pézouillet et par un autre cours d'eau. La commune possède un patrimoine naturel remarquable composé d'une zone naturelle d'intérêt écologique, faunistique et floristique.
Saint-Gély-du-Fesc est une commune urbaine qui compte 10 530 habitants en 2022, après avoir connu une forte hausse de la population depuis 1962. Elle ne fait pas partie de l'agglomération de Montpellier et fait partie de la communauté de communes du pic saint loup. Ses habitants sont appelés les Saint-Gilois ou  Saint-Giloises.
Saint-Gély-du-Fesc est la quatrième commune la plus peuplée de la périphérie de Montpellier Méditerranée Métropole sans en faire partie car elle est la plus grande agglomération de la communauté de communes du Grand Pic Saint-Loup avec plus de 10 000 habitants en 2021.

## Géographie

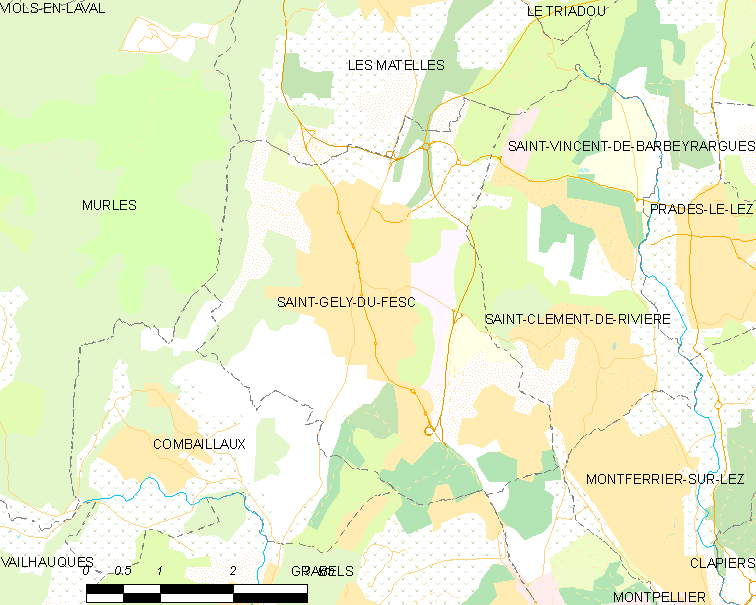
Carte

Situé à moins de dix kilomètres au nord de Montpellier, sur la route de Ganges. Cette commune se trouve dans une vallée traversée par le Pezouillet, affluent de la Mosson, et bordée de collines de plus de 200 m. En quelques années, la ville de Saint-Gély-du-Fesc a acquis la réputation d'être une banlieue chic de Montpellier, notamment du fait de la présence de Johnny Depp et de Vanessa Paradis qui y avaient acquis une résidence secondaire, et avec des loyers et des prix au m² parmi les plus élevés de la région.

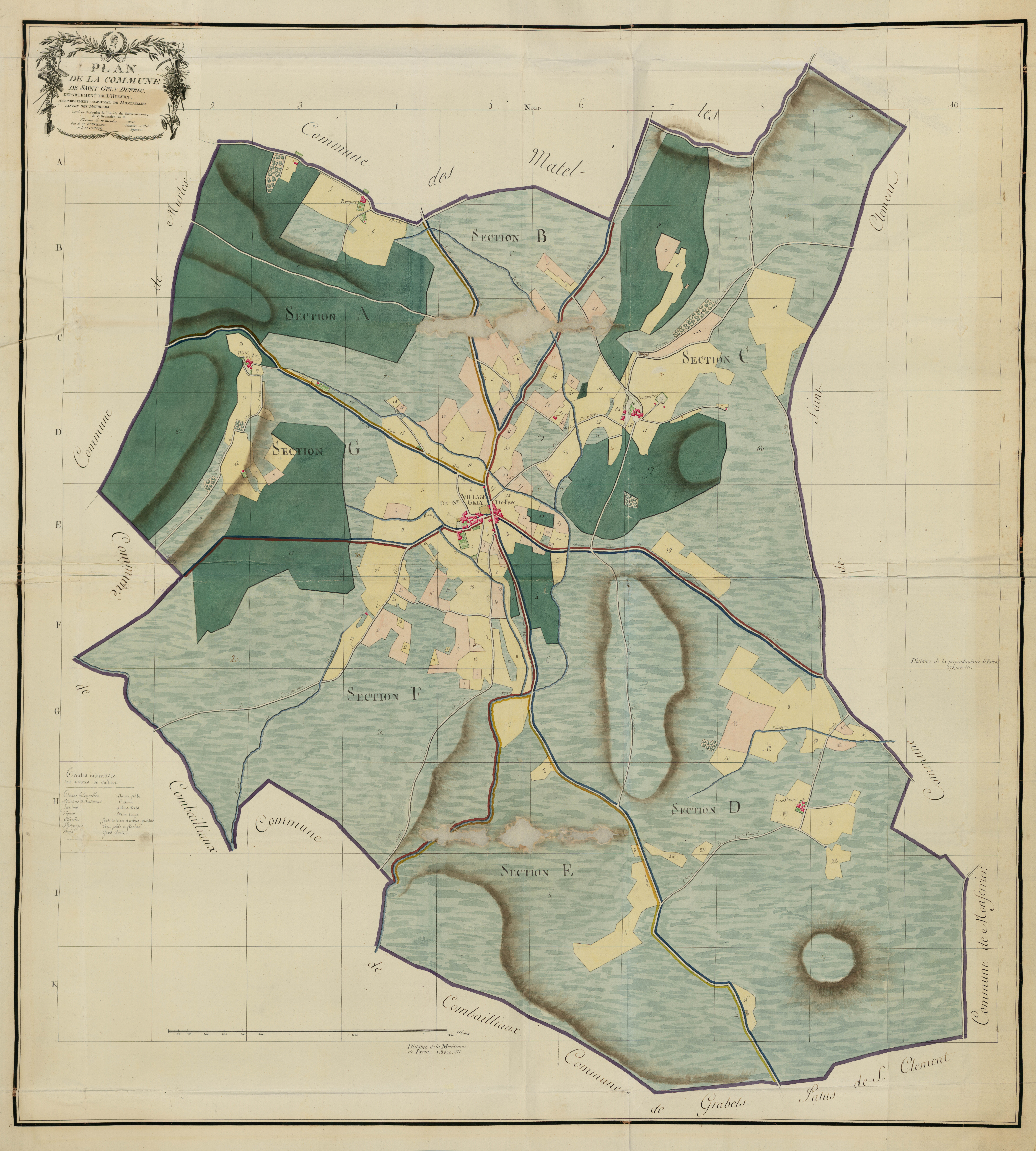
Plan par masse de culture (an XI).

### Communes limitrophes
|             | Les Matelles       |                          |
| Murles      | Saint-Gély-du-Fesc | Saint-Clément-de-Rivière |
| Combaillaux | Grabels            |                          |

### Climat
Pour des articles plus généraux, voir Climat de l'Occitanie et Climat de l'Hérault.
En 2010, le climat de la commune est de type climat méditerranéen franc, selon une étude s'appuyant sur une série de données couvrant la période 1971-2000. En 2020, Météo-France publie une typologie des climats de la France métropolitaine dans laquelle la commune est exposée à un climat méditerranéen et est dans la région climatique  Provence, Languedoc-Roussillon, caractérisée par une pluviométrie faible en été, un très bon ensoleillement (2 600 h/an), un été chaud (21,5 °C), un air très sec en été, sec en toutes saisons, des vents forts (fréquence de 40 à 50 % de vents > 5 m/s) et peu de brouillards.
Pour la période 1971-2000, la température annuelle moyenne est de 14,2 °C, avec une amplitude thermique annuelle de 16,4 °C. Le cumul annuel moyen de précipitations est de 823 mm, avec 6,4 jours de précipitations en janvier et 3 jours en juillet. Pour la période 1991-2020, la température moyenne annuelle observée sur la station météorologique la plus proche, située sur la commune de Prades-le-Lez à 5 km à vol d'oiseau, est de 14,6 °C et le cumul annuel moyen de précipitations est de 869,7 mm,. Pour l'avenir, les paramètres climatiques de la commune estimés pour 2050 selon différents scénarios d'émission de gaz à effet de serre sont consultables sur un site dédié publié par Météo-France en novembre 2022.

### Milieux naturels et biodiversité

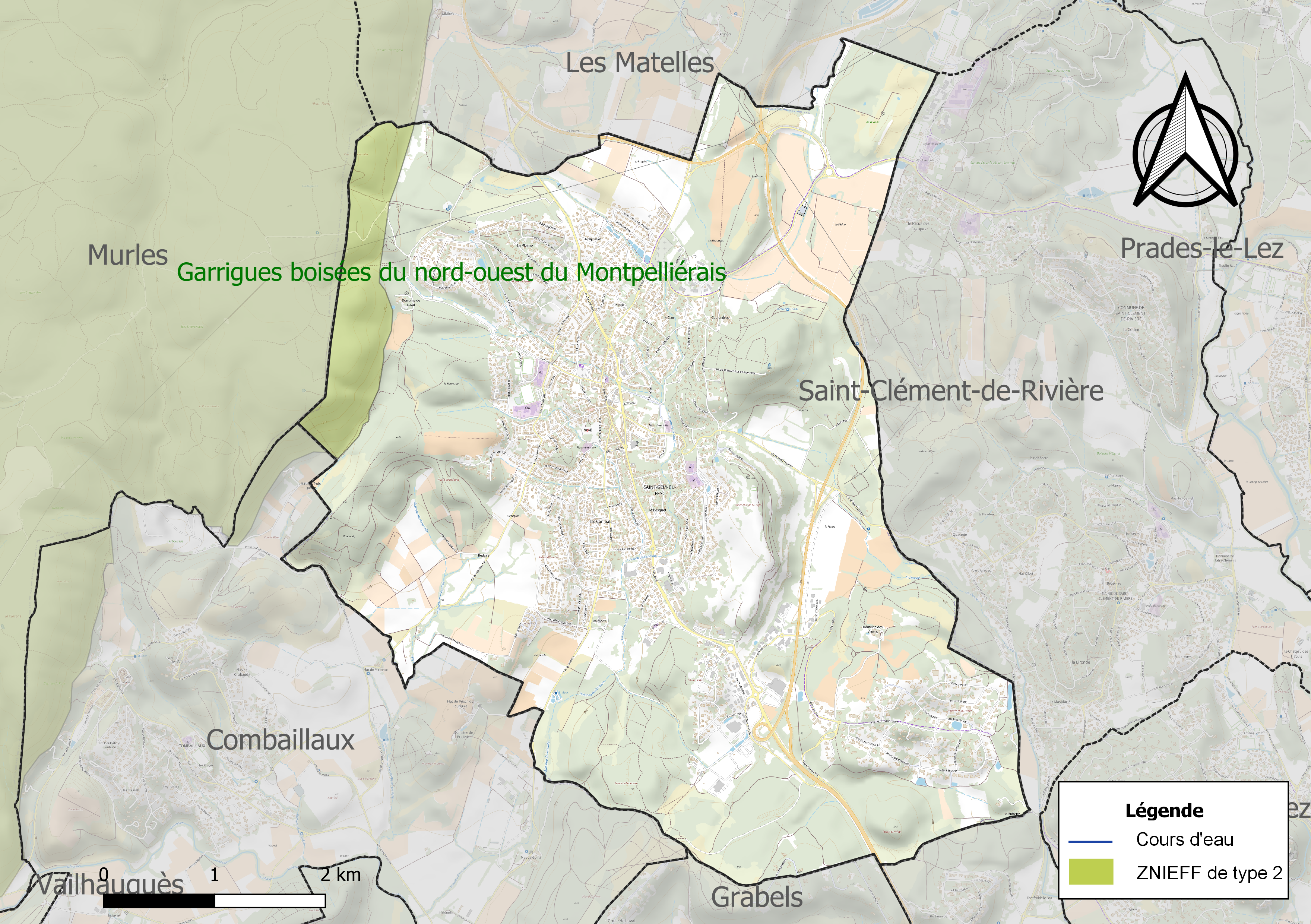
Carte de la ZNIEFF de type 2 localisée sur la commune.

L’inventaire des zones naturelles d'intérêt écologique, faunistique et floristique (ZNIEFF) a pour objectif de réaliser une couverture des zones les plus intéressantes sur le plan écologique, essentiellement dans la perspective d’améliorer la connaissance du patrimoine naturel national et de fournir aux différents décideurs un outil d’aide à la prise en compte de l’environnement dans l’aménagement du territoire.
Une ZNIEFF de type 2 est recensée sur la commune :
les « garrigues boisées du nord-ouest du Montpelliérais » (16 219 ha), couvrant 17 communes du département.

## Urbanisme

### Typologie
Au 1er janvier 2024, Saint-Gély-du-Fesc est catégorisée centre urbain intermédiaire, selon la nouvelle grille communale de densité à sept niveaux définie par l'Insee en 2022.
Elle appartient à l'unité urbaine de Montpellier, une agglomération intra-départementale regroupant 22  communes, dont elle est une commune de la banlieue,,. Par ailleurs la commune fait partie de l'aire d'attraction de Montpellier, dont elle est une commune de la couronne,. Cette aire, qui regroupe 161 communes, est catégorisée dans les aires de 700 000 habitants ou plus (hors Paris),.

### Occupation des sols
L'occupation des sols de la commune, telle qu'elle ressort de la base de données européenne d’occupation biophysique des sols Corine Land Cover (CLC), est marquée par l'importance des territoires artificialisés (42,2 % en 2018), en augmentation par rapport à 1990 (18,2 %). La répartition détaillée en 2018 est la suivante : 
zones urbanisées (34 %), zones agricoles hétérogènes (17,8 %), milieux à végétation arbustive et/ou herbacée (16,3 %), forêts (10,5 %), cultures permanentes (9,4 %), espaces verts artificialisés, non agricoles (8 %), terres arables (2,6 %), prairies (1,1 %), zones industrielles ou commerciales et réseaux de communication (0,2 %). L'évolution de l’occupation des sols de la commune et de ses infrastructures peut être observée sur les différentes représentations cartographiques du territoire : la carte de Cassini (XVIIIe siècle), la carte d'état-major (1820-1866) et les cartes ou photos aériennes de l'IGN pour la période actuelle (1950 à aujourd'hui).

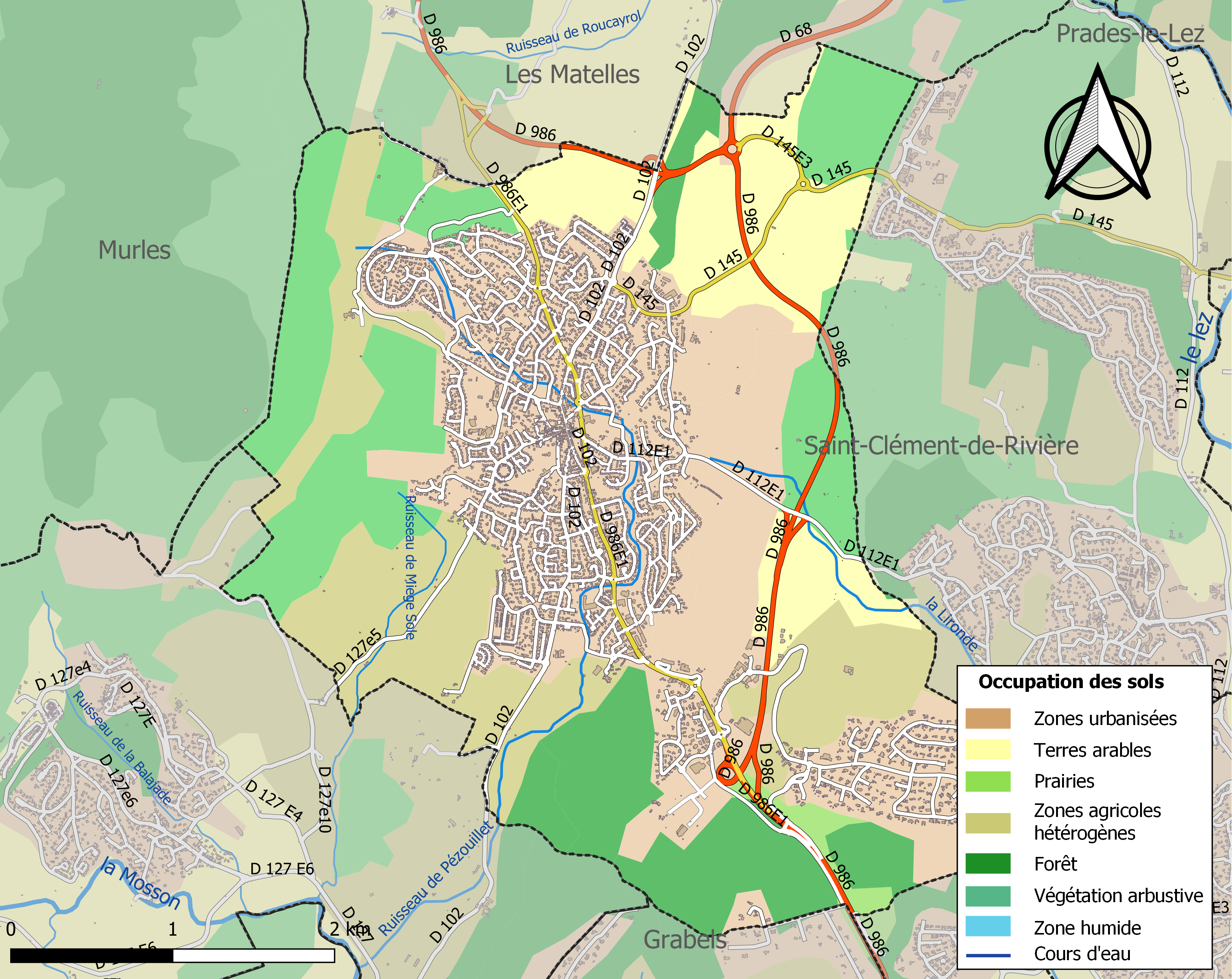
Carte des infrastructures et de l'occupation des sols de la commune en 2018 (CLC).

### Risques majeurs
Le territoire de la commune de Saint-Gély-du-Fesc est vulnérable à différents aléas naturels : météorologiques (tempête, orage, neige, grand froid, canicule ou sécheresse), inondations, feux de forêts, mouvements de terrains et séisme (sismicité faible). Il est également exposé à un risque technologique, le transport de matières dangereuses, et à deux risques particuliers : le risque minier et. Un site publié par le BRGM permet d'évaluer simplement et rapidement les risques d'un bien localisé soit par son adresse soit par le numéro de sa parcelle.

#### Risques naturels
La commune fait partie du territoire à risques importants d'inondation (TRI) de Montpellier-Lunel-Maugio-Palavas, regroupant 49 communes du bassin de vie de Montpellier et s'étendant sur les départements de  l'Hérault et du Gard, un des 31 TRI qui ont été arrêtés fin 2012 sur le bassin Rhône-Méditerranée, retenu au regard des risques de submersions marines et de débordements du Vistre, du Vidourle, du Lez et de la Mosson. Parmi les événements significatifs antérieurs à 2019 qui ont touché le territoire, peuvent être citées les crues de septembre 2002 et de septembre 2003 (Vidourle) et les tempêtes de novembre 1982 et décembre 1997 qui ont touché le littoral. Des cartes des surfaces inondables ont été établies pour trois scénarios : fréquent (crue de temps de retour de 10 ans à 30 ans), moyen (temps de retour de 100 ans à 300 ans) et extrême (temps de retour de l'ordre de 1 000 ans, qui met en défaut tout système de protection). La commune a été reconnue en état de catastrophe naturelle au titre des dommages causés par les inondations et coulées de boue survenues en 1982, 1984, 1994, 2001, 2002, 2003, 2005, 2008 et 2014,.
Saint-Gély-du-Fesc est exposée au risque de feu de forêt. Un plan départemental de protection des forêts contre les incendies (PDPFCI) a été approuvé en juin 2013 et court jusqu'en 2022, où il doit être renouvelé. Les mesures individuelles de prévention contre les incendies sont précisées par deux arrêtés préfectoraux et s’appliquent dans les zones exposées aux incendies de forêt et à moins de 200 mètres de celles-ci. L’arrêté du 25 avril 2002 réglemente l'emploi du feu en interdisant notamment d’apporter du feu, de fumer et de jeter des mégots de cigarette dans les espaces sensibles et sur les voies qui les traversent sous peine de sanctions. L'arrêté du 11 mars 2013 rend le débroussaillement obligatoire, incombant au propriétaire ou ayant droit,.

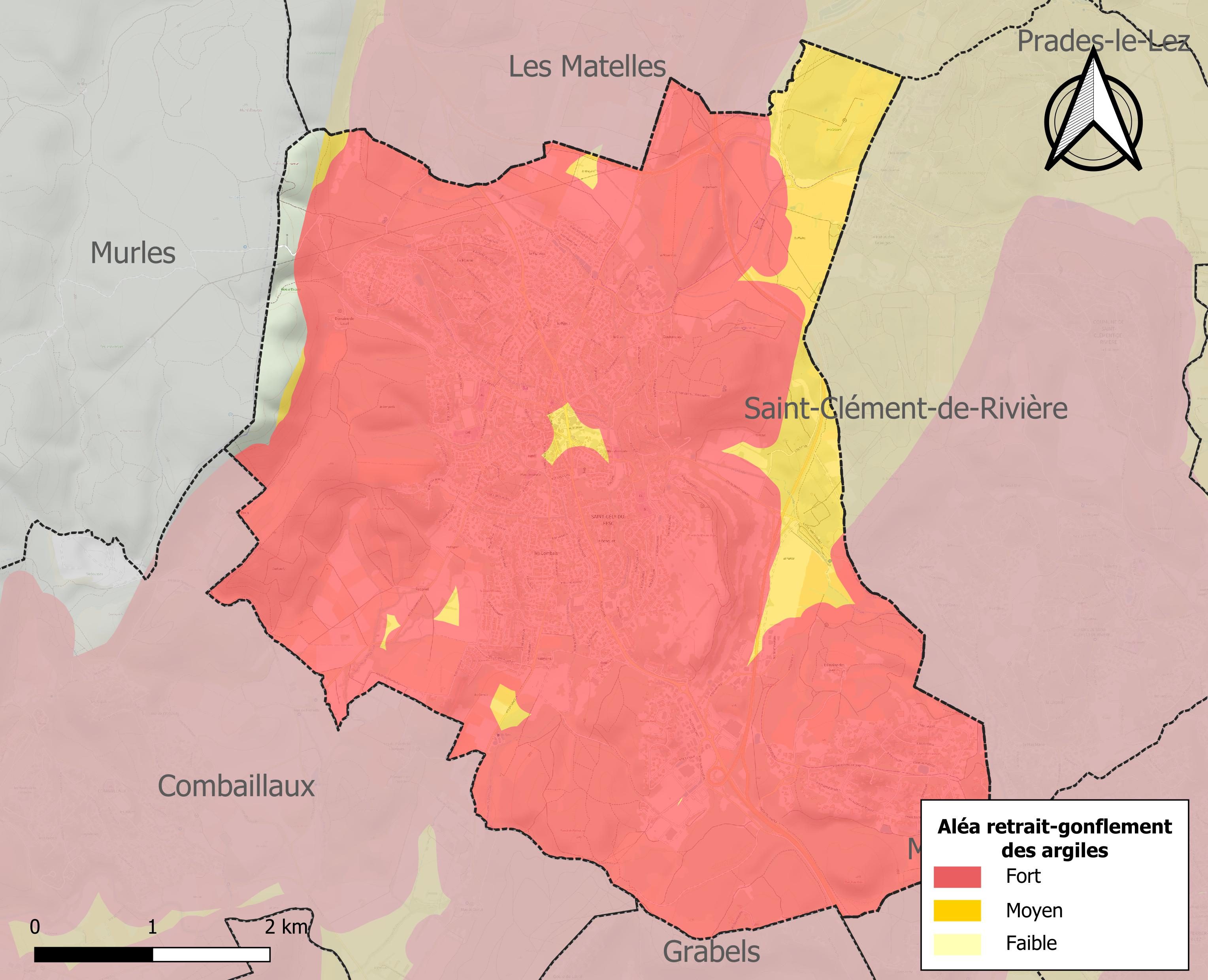
Carte des zones d'aléa retrait-gonflement des sols argileux de Saint-Gély-du-Fesc.

La commune est vulnérable au risque de mouvements de terrains constitué principalement du retrait-gonflement des sols argileux. Cet aléa est susceptible d'engendrer des dommages importants aux bâtiments en cas d’alternance de périodes de sécheresse et de pluie. 97,4 % de la superficie communale est en aléa moyen ou fort (59,3 % au niveau départemental et 48,5 % au niveau national). Sur les 3 660 bâtiments dénombrés sur la commune en 2019, 3 660 sont en aléa moyen ou fort, soit 100 %, à comparer aux 85 % au niveau départemental et 54 % au niveau national. Une cartographie de l'exposition du territoire national au retrait gonflement des sols argileux est disponible sur le site du BRGM,.
Par ailleurs, afin de mieux appréhender le risque d’affaissement de terrain, l'inventaire national des cavités souterraines permet de localiser celles situées sur la commune.

#### Risques technologiques
Le risque de transport de matières dangereuses sur la commune est lié à sa traversée par des infrastructures routières ou ferroviaires importantes ou la présence d'une canalisation de transport d'hydrocarbures. Un accident se produisant sur de telles infrastructures est susceptible d’avoir des effets graves sur les biens, les personnes ou l'environnement, selon la nature du matériau transporté. Des dispositions d’urbanisme peuvent être préconisées en conséquence.

#### Risque particulier
L’étude Scanning de Géodéris réalisée en 2008 a établi pour le département de l’Hérault une identification rapide des zones de risques miniers liés à l’instabilité des terrains. Elle a été complétée en 2015 par une étude approfondie sur les anciennes exploitations minières du bassin houiller de Graissessac et du district polymétallique de Villecelle. La commune est ainsi concernée par le risque minier, principalement lié à l’évolution des cavités souterraines laissées à l’abandon et sans entretien après l’exploitation des mines.

## Histoire
L'origine du nom de Saint-Gély-du-Fesc pourrait provenir de Saint Gilles l'Ermite, Sant Gèli en occitan, connu également sous le nom de Saint Egide (de son nom grec Ægidius), dont le culte remonte au VIIIe siècle dans la région et de Fesc qui signifie « poste de contrôle » ou « poste de péage » (du latin fiscus) en occitan.

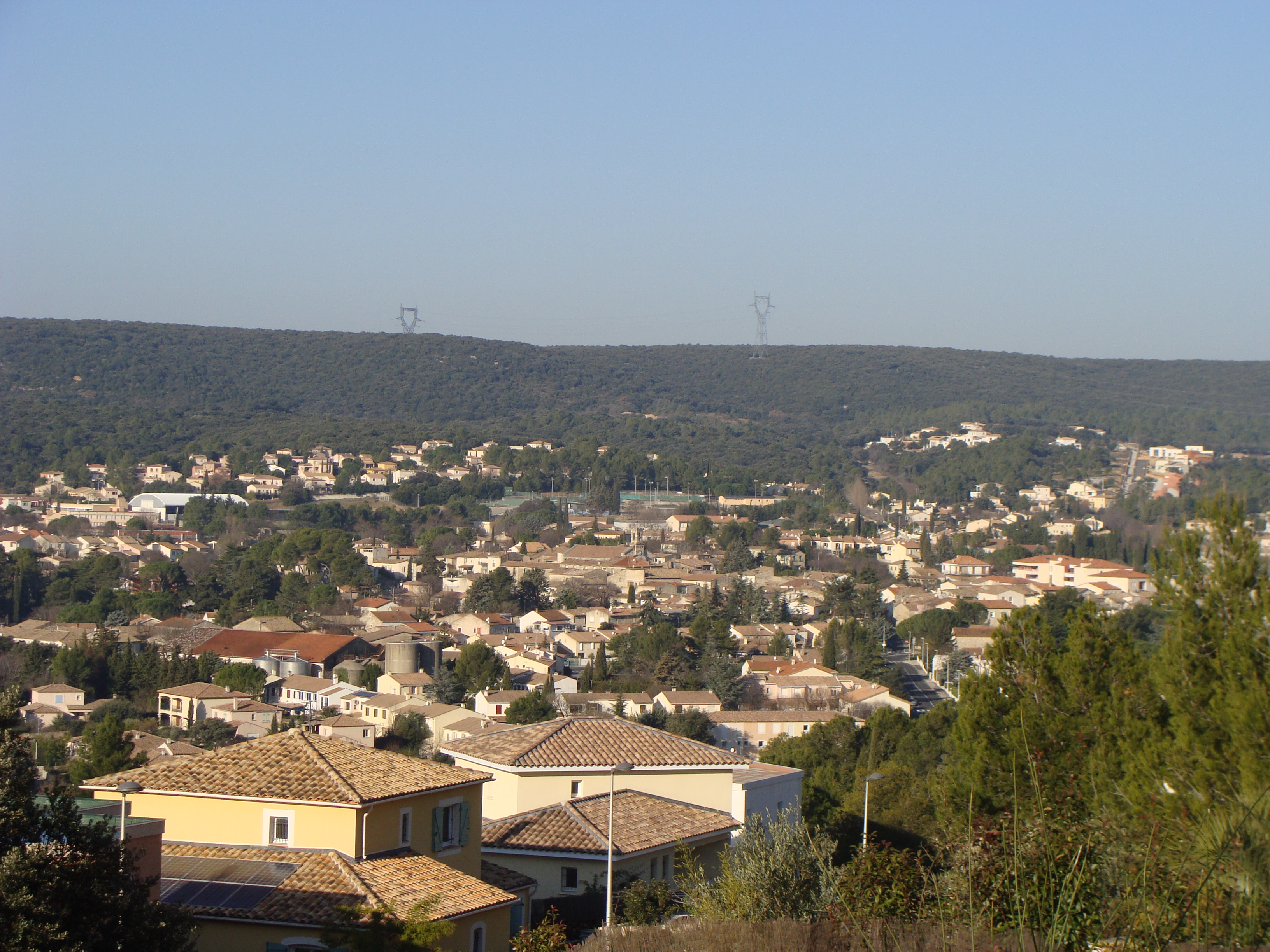
Vue générale du centre : l'église, la Cave coopérative.
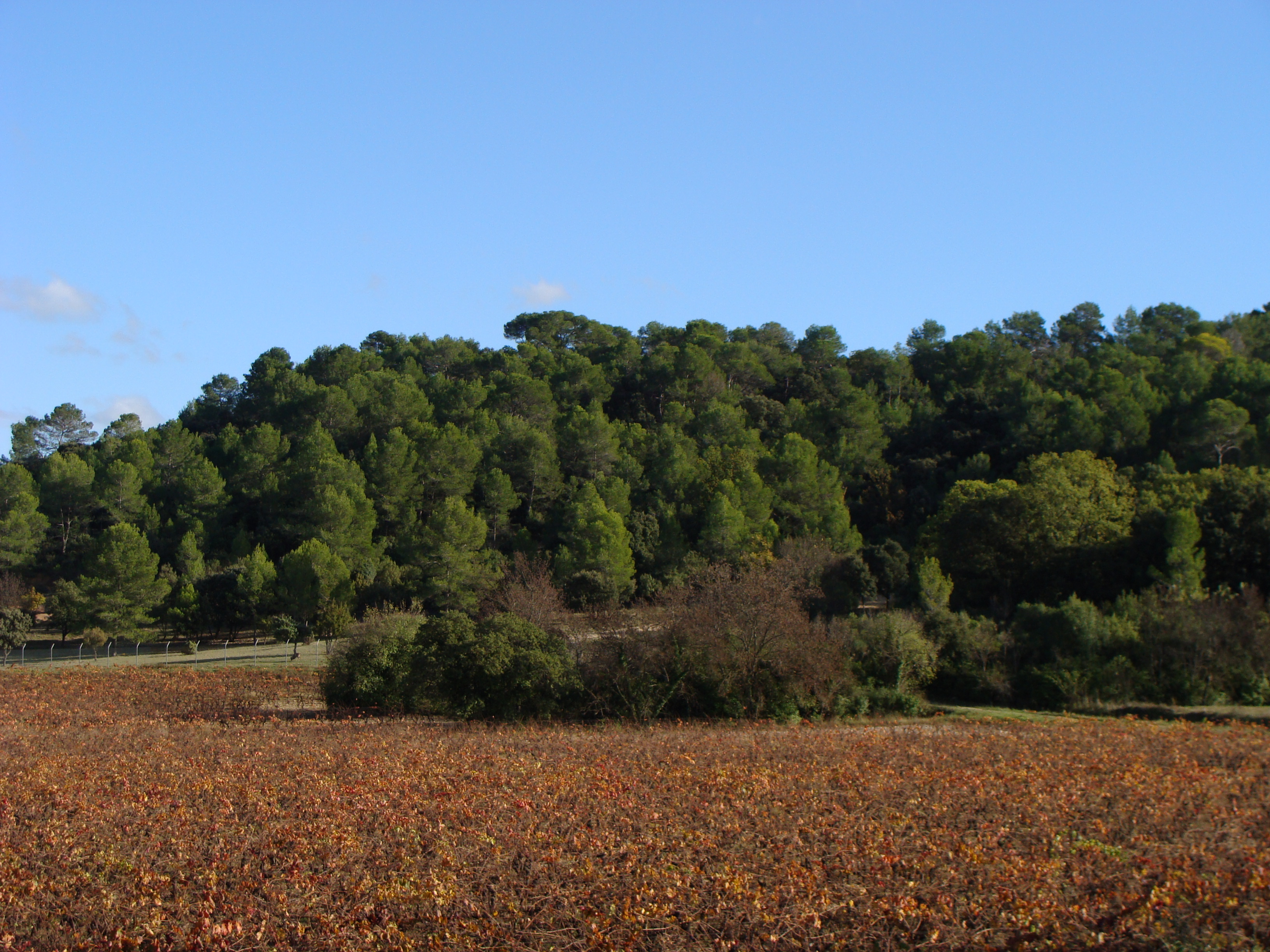
Vignes.
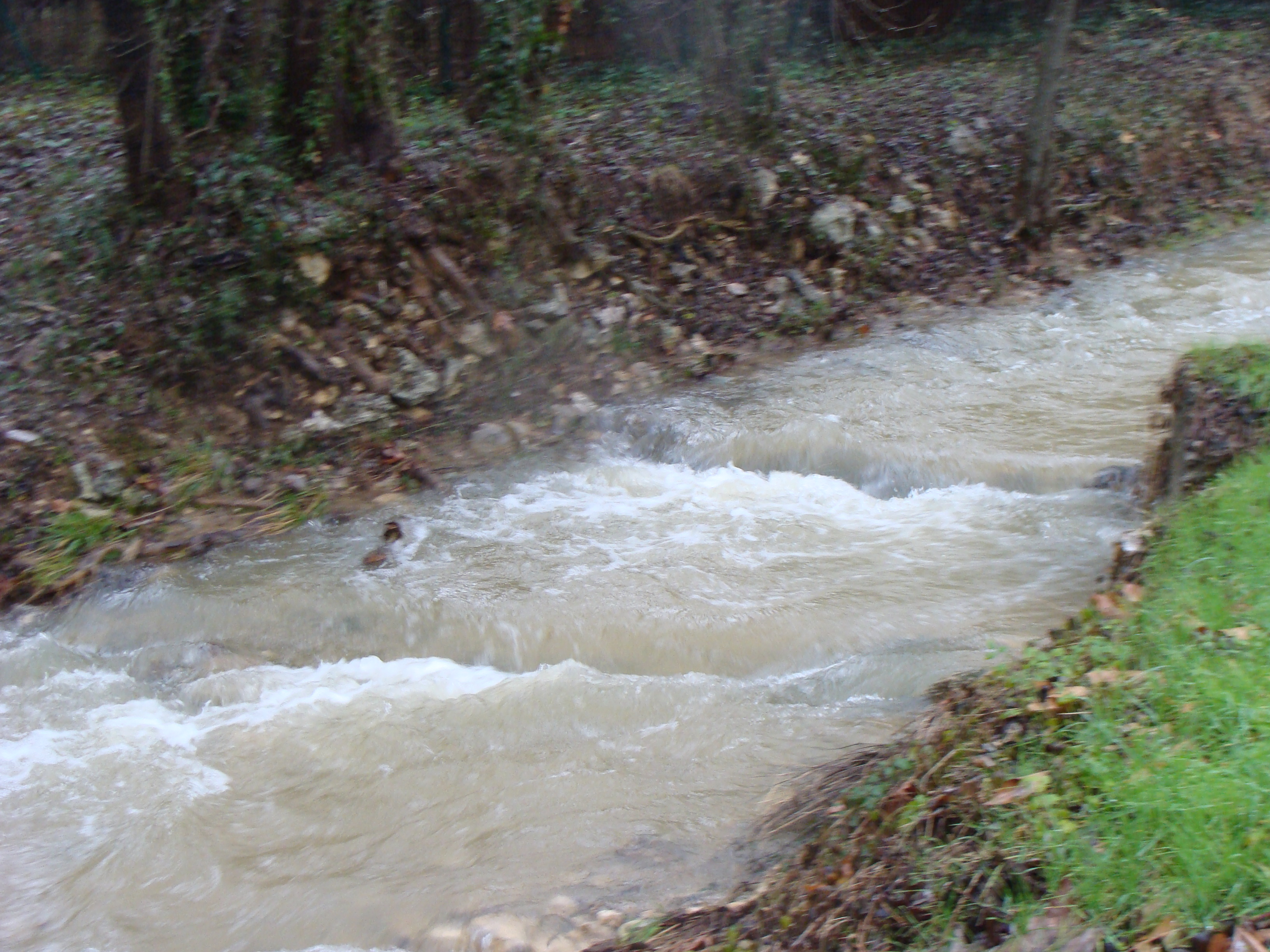
Pezouillet.

Saint-Gély-du-Fesc était une paroisse dont l'histoire fut liée dès le XIIIe siècle à celle d'un petit ensemble de communautés de la région qui dépendaient du château de Montferrand.

## Politique et administration

### Tendances politiques et résultats
| Scrutin             | Scrutin             | 1er tour | 1er tour   | 1er tour | 1er tour | 1er tour    | 1er tour | 1er tour | 1er tour  | 1er tour | 1er tour | 1er tour | 1er tour | 2d tour | 2d tour | 2d tour | 2d tour | 2d tour | 2d tour |
| Scrutin             | Scrutin             | 1er      | 1er        | %        | 2e       | 2e          | %        | 3e       | 3e        | %        | 4e       | 4e       | %        | 1er     | 1er     | %       | 2e      | 2e      | %       |
| ------------------- | ------------------- | -------- | ---------- | -------- | -------- | ----------- | -------- | -------- | --------- | -------- | -------- | -------- | -------- | ------- | ------- | ------- | ------- | ------- | ------- |
| Présidentielle 2017 | Présidentielle 2017 |          | EM         | 27,89    |          | LR          | 23,73    |          | LFI       | 19,22    |          | FN       | 15,76    |         | EM      | 73,44   |         | FN      | 26,56   |
| Présidentielle 2022 | Présidentielle 2022 |          | LREM       | 32,24    |          | LFI         | 18,09    |          | RN        | 17,64    |          | REC      | 9,30     |         | LREM    | 66,52   |         | RN      | 33,48   |
| Législatives 2022   | 4e                  |          | LREM (ENS) | 29,95    |          | LFI (NUPES) | 21,81    |          | RN        | 13,65    |          | DVC      | 9,40     |         | LFI     | 50,62   |         | RN      | 49,38   |
| Législatives 2024   | 4e                  |          | HOR (ENS)  | 35,95    |          | RN          | 32,05    |          | LFI (NFP) | 28,82    |          | REC      | 2,48     |         | LFI     | 54,50   |         | RN      | 45,50   |

### Liste des maires
| Période   | Période   | Identité         | Étiquette   | Qualité                                                        |
| --------- | --------- | ---------------- | ----------- | -------------------------------------------------------------- |
| 1947      | 1965      | Augustin Fournel |             |                                                                |
| 1965      | 1977      | Michel Thiault   |             |                                                                |
| 1977      | mars 1983 | Jean-Marie Orts  |             |                                                                |
| mars 1983 | juin 1995 | Maurice Bousquet |             | Chirurgien                                                     |
| juin 1995 | mars 2014 | Georges Vincent  | UMP         | Médecin, Conseiller général du canton des Matelles (1998-2011) |
| mars 2014 | En cours  | Michèle Lernout  | UMP puis LR | Enseignante                                                    |

La liste des maires successifs de Saint Gély-du-Fesc est disponible ici.
Le 1er janvier 2004, la commune a quitté la communauté d'agglomération de Montpellier ; elle y avait été intégrée par le préfet de l'Hérault en contradiction avec la décision du conseil municipal.

## Démographie
L'évolution du nombre d'habitants est connue à travers les recensements de la population effectués dans la commune depuis 1793. Pour les communes de plus de 10 000 habitants les recensements ont lieu chaque année à la suite d'une enquête par sondage auprès d'un échantillon d'adresses représentant 8 % de leurs logements, contrairement aux autres communes qui ont un recensement réel tous les cinq ans,.

En 2022, la commune comptait 10 530 habitants, en évolution de +7,3 % par rapport à 2016 (Hérault : +7,49 %, France hors Mayotte : +2,11 %).
| 1793 | 1800 | 1806 | 1821 | 1831 | 1836 | 1841 | 1846 | 1851 |
| ---- | ---- | ---- | ---- | ---- | ---- | ---- | ---- | ---- |
| 305  | 284  | 354  | 308  | 352  | 377  | 386  | 448  | 450  |

| 1856 | 1861 | 1866 | 1872 | 1876 | 1881 | 1886 | 1891 | 1896 |
| ---- | ---- | ---- | ---- | ---- | ---- | ---- | ---- | ---- |
| 501  | 566  | 603  | 650  | 566  | 515  | 511  | 534  | 632  |

| 1901 | 1906 | 1911 | 1921 | 1926 | 1931 | 1936 | 1946 | 1954 |
| ---- | ---- | ---- | ---- | ---- | ---- | ---- | ---- | ---- |
| 667  | 641  | 609  | 642  | 632  | 552  | 547  | 548  | 505  |

| 1962 | 1968 | 1975  | 1982  | 1990  | 1999  | 2005  | 2006  | 2011  |
| ---- | ---- | ----- | ----- | ----- | ----- | ----- | ----- | ----- |
| 528  | 907  | 2 055 | 3 714 | 5 936 | 7 625 | 8 099 | 8 246 | 8 917 |

| 2016  | 2021   | 2022   | - | - | - | - | - | - |
| ----- | ------ | ------ | - | - | - | - | - | - |
| 9 814 | 10 537 | 10 530 | - | - | - | - | - | - |

La ville de Saint-Gély-du-Fesc a connu une importante croissance démographique depuis une vingtaine d'années. Située à cinq minutes au nord de Montpellier, elle offre une mixité entre la ville et la nature (garrigue). La commune a connu également une augmentation importante du prix du mètre carré. Ainsi, alors que la ville se démarquait par son nombre de logements accessibles à tous, ses alentours sont devenus aujourd'hui inabordables et profitent aux populations les plus aisées de la région de Montpellier. En effet, de nombreux lotissements isolés ont été créés comme le "domaine des Vautes" ou "Beauregard" afin de garantir le calme et le côté pratique à ces populations. Les résidences y sont souvent fermées, comme dans les banlieues chics de Los Angeles.

## Vie locale

### Enseignement
La ville compte deux écoles maternelles : Patus et Rompude ; trois écoles élémentaires : Grand-Rue, Valène et Patus ; un collège : François-Villon.
Beaucoup d'activités sont mises en place pour les adolescents, enfants…[Lesquelles ?]

### Sports
La ville organise beaucoup de petits tournois de tennis ou de basketball. Un champion de France de karaté, Nicolas Godin, vient d'ailleurs proposer des cours de self-défense dans les écoles.

### Événements
La ville est animée par de nombreuses manifestations sportives, culturelles et artistiques, comme Les-15 km, le festival Objectif Image, les soirées Connaissance du Monde  ou encore ses salons (Salon de l'artisanat, Salon de la chasse et de la pêche).
Sa fête votive (de la Saint-Gilles), le dernier dimanche du mois d'août ou le premier de septembre, est l'occasion pour les novices de découvrir les courses taurines traditionnelles (l'encierro, le bandido, ou l'abrivado) grâce au concours de plusieurs manades camarguaises.

## Économie

### Revenus
En 2018, la commune compte 4 103 ménages fiscaux, regroupant 10 363 personnes. La médiane du revenu disponible par unité de consommation est de 28 090 € (20 330 € dans le département). 69 % des ménages fiscaux sont imposés (45,8 % dans le département).

### Emploi
|                | 2008   | 2013   | 2018  |
| -------------- | ------ | ------ | ----- |
| Commune        | 5,7 %  | 7 %    | 6,3 % |
| Département    | 10,1 % | 11,9 % | 12 %  |
| France entière | 8,3 %  | 10 %   | 10 %  |

En 2018, la population âgée de 15 à 64 ans s'élève à 5 944 personnes, parmi lesquelles on compte 75,4 % d'actifs (69,1 % ayant un emploi et 6,3 % de chômeurs) et 24,6 % d'inactifs,. Depuis 2008, le taux de chômage communal (au sens du recensement) des 15-64 ans est inférieur à celui de la France et du département.
La commune fait partie de la couronne de l'aire d'attraction de Montpellier, du fait qu'au moins 15 % des actifs travaillent dans le pôle,. Elle compte 2 582 emplois en 2018, contre 2 409 en 2013 et 2 231 en 2008. Le nombre d'actifs ayant un emploi résidant dans la commune est de 4 207, soit un indicateur de concentration d'emploi de 61,4 % et un taux d'activité parmi les 15 ans ou plus de 54,8 %.
Sur ces 4 207 actifs de 15 ans ou plus ayant un emploi, 880 travaillent dans la commune, soit 21 % des habitants. Pour se rendre au travail, 85 % des habitants utilisent un véhicule personnel ou de fonction à quatre roues, 3,8 % les transports en commun, 6,5 % s'y rendent en deux-roues, à vélo ou à pied et 4,7 % n'ont pas besoin de transport (travail au domicile).

### Activités hors agriculture

#### Secteurs d'activités
1 230 établissements sont implantés  à Saint-Gély-du-Fesc au 31 décembre 2019. Le tableau ci-dessous en détaille le nombre par secteur d'activité et compare les ratios avec ceux du département,.
| Secteur d'activité                                                                                        | Commune | Commune | Département |
| Secteur d'activité                                                                                        | Nombre  | %       | %           |
| --- | ------- | ------- | ----------- |
| Ensemble                                                                                                  | 1 230   | 100 %   | (100 %)     |
| Industrie manufacturière, industries extractives et autres                                                | 69      | 5,6 %   | (6,7 %)     |
| Construction                                                                                              | 117     | 9,5 %   | (14,1 %)    |
| Commerce de gros et de détail, transports, hébergement et restauration                                    | 245     | 19,9 %  | (28 %)      |
| Information et communication                                                                              | 51      | 4,1 %   | (3,3 %)     |
| Activités financières et d'assurance                                                                      | 54      | 4,4 %   | (3,2 %)     |
| Activités immobilières                                                                                    | 71      | 5,8 %   | (5,3 %)     |
| Activités spécialisées, scientifiques et techniques et activités de services administratifs et de soutien | 264     | 21,5 %  | (17,1 %)    |
| Administration publique, enseignement, santé humaine et action sociale                                    | 252     | 20,5 %  | (14,2 %)    |
| Autres activités de services                                                                              | 107     | 8,7 %   | (8,1 %)     |

Le secteur des activités spécialisées, scientifiques et techniques et des activités de services administratifs et de soutien est prépondérant sur la commune puisqu'il représente 21,5 % du nombre total d'établissements de la commune (264 sur les 1230 entreprises implantées  à Saint-Gély-du-Fesc), contre 17,1 % au niveau départemental.

#### Entreprises et commerces
Les cinq entreprises ayant leur siège social sur le territoire communal qui génèrent le plus de chiffre d'affaires en 2020 sont : 
- Lucia, commerce d'électricité (44 115 k€) ;
- Gicur, hypermarchés (44 054 k€) ;
- Metropole Automobile, commerce de voitures et de véhicules automobiles légers (14 422 k€) ;
- Roxane, fabrication d'autres machines spécialisées (7 245 k€) ;
- Maison De Retraite Les Gardioles, hébergement médicalisé pour personnes âgées (2 924 k€).

### Revenus de la population et fiscalité
En 2010, le revenu fiscal médian par ménage était de 43 710 €, ce qui plaçait Saint-Gély-du-Fesc au 1 125e rang parmi les 31 525 communes de plus de 39 ménages en métropole.

### Agriculture
|               | 1988 | 2000 | 2010 | 2020 |
| ------------- | ---- | ---- | ---- | ---- |
| Exploitations | 52   | 27   | 10   | 9    |
| SAU (ha)      | 445  | 194  | 155  | 258  |

La commune est dans le « Soubergues », une petite région agricole occupant le nord-est du département de l'Hérault. En 2020, l'orientation technico-économique de l'agriculture  sur la commune est la viticulture. Neuf exploitations agricoles ayant leur siège dans la commune sont dénombrées lors du recensement agricole de 2020 (52 en 1988). La superficie agricole utilisée est de 258 ha,,.

## Culture locale et patrimoine

### Lieux et monuments

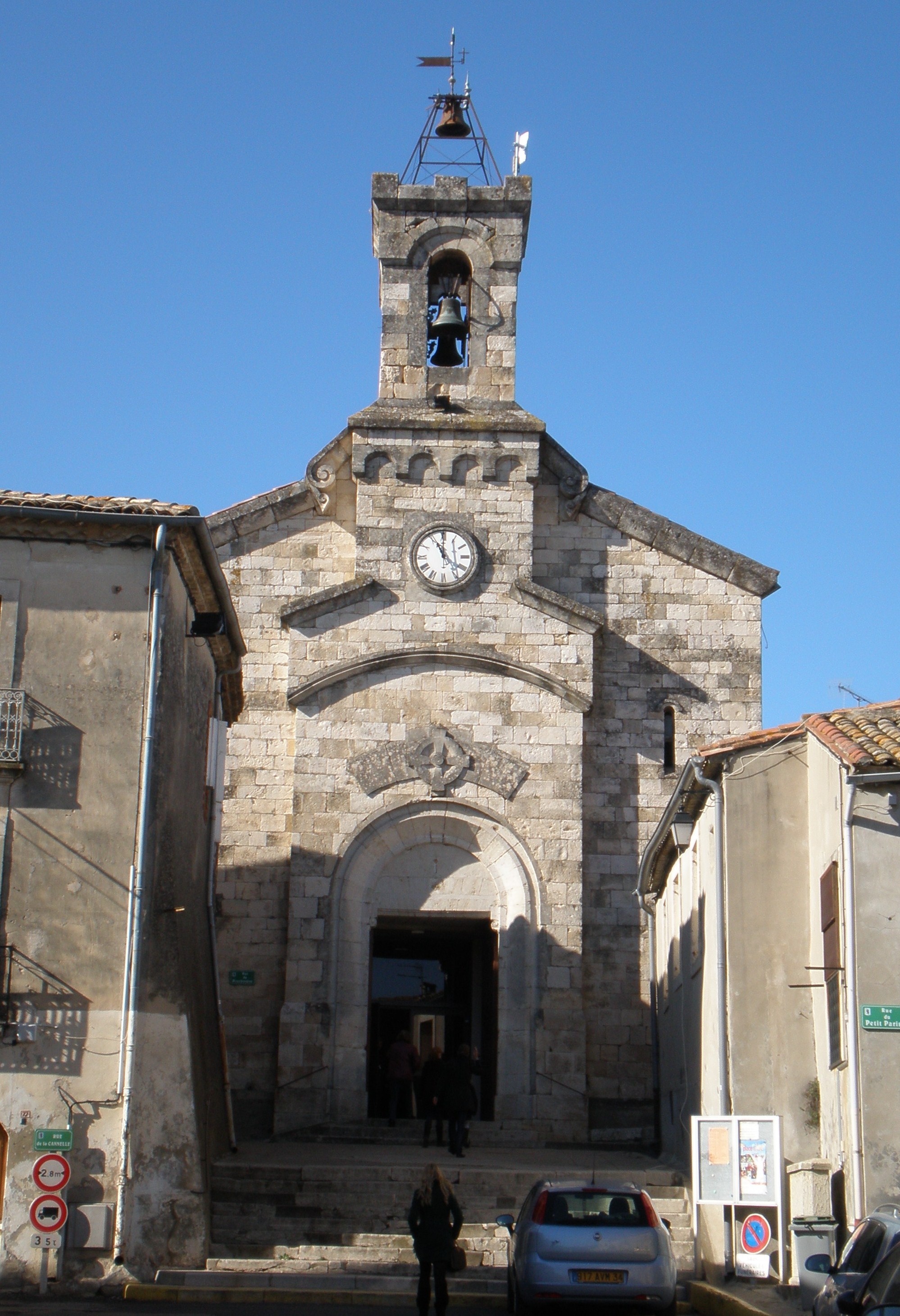
L'église Saint-Gilles qui se situe au centre-ville.

- Sites archéologiques des Vautes, du Rouergas et la Colline de l'Homme Mort, qui ont délivré des traces du Néolithique (4000 ans avant notre ère).
- Église paroissiale Saint-Gilles ; surmontant le clocher, le campanile en fer abrite une cloche classée MH datant de 1759 servant de timbre à l'horloge et réalisée par la maître fondeur Jean Poutingon.
- Parc de Coulondres-Philippe-Eldridge, site de 18 hectares où il est possible d'observer différentes espèces méditerranéennes ainsi qu'un sentier botanique.
- Monument aux morts de la Première Guerre mondiale.

### Personnalités liées à la commune
- Georges Brassens, (1921-1981), poète auteur-compositeur-interprète, arrive dans la commune en avril et décède le 29 octobre 1981[34] ;
- Ptiluc, (1956-), scénariste et dessinateur de bande dessinée, réside sur la commune[35] ;
- Johnny Depp (1963-), et Vanessa Paradis (1972-) qui auraient acquis une résidence secondaire sur la commune[36].
- Pierre-Luc Poujol, (1963-), artiste peintre et sculpteur réside sur la commune[37].
- Lætitia, (1964-), réalisatrice et actrice française de films pornographiques, a vécu sur la commune[38].
- Frédéric Volle, (1966-), ancien joueur de handball français, a vécu son adolescence sur la commune[39] ;
- Audrey Lamy, (1981-) actrice et sœur de Alexandra Lamy, (1971-) réside sur la commune.
- François Trinh-Duc, (1981-), joueur de rugby à XV international français, réside sur la commune durant ses périodes de vacances auprès de ses parents[40] ;

### Héraldique
| Armes de Saint-Gély-du-Fesc | Les armes de Saint-Gély-du-Fesc se blasonnent ainsi : d'argent à un ours de sable tenant une croix de gueules de ses pattes antérieures |

## Vue aérienne

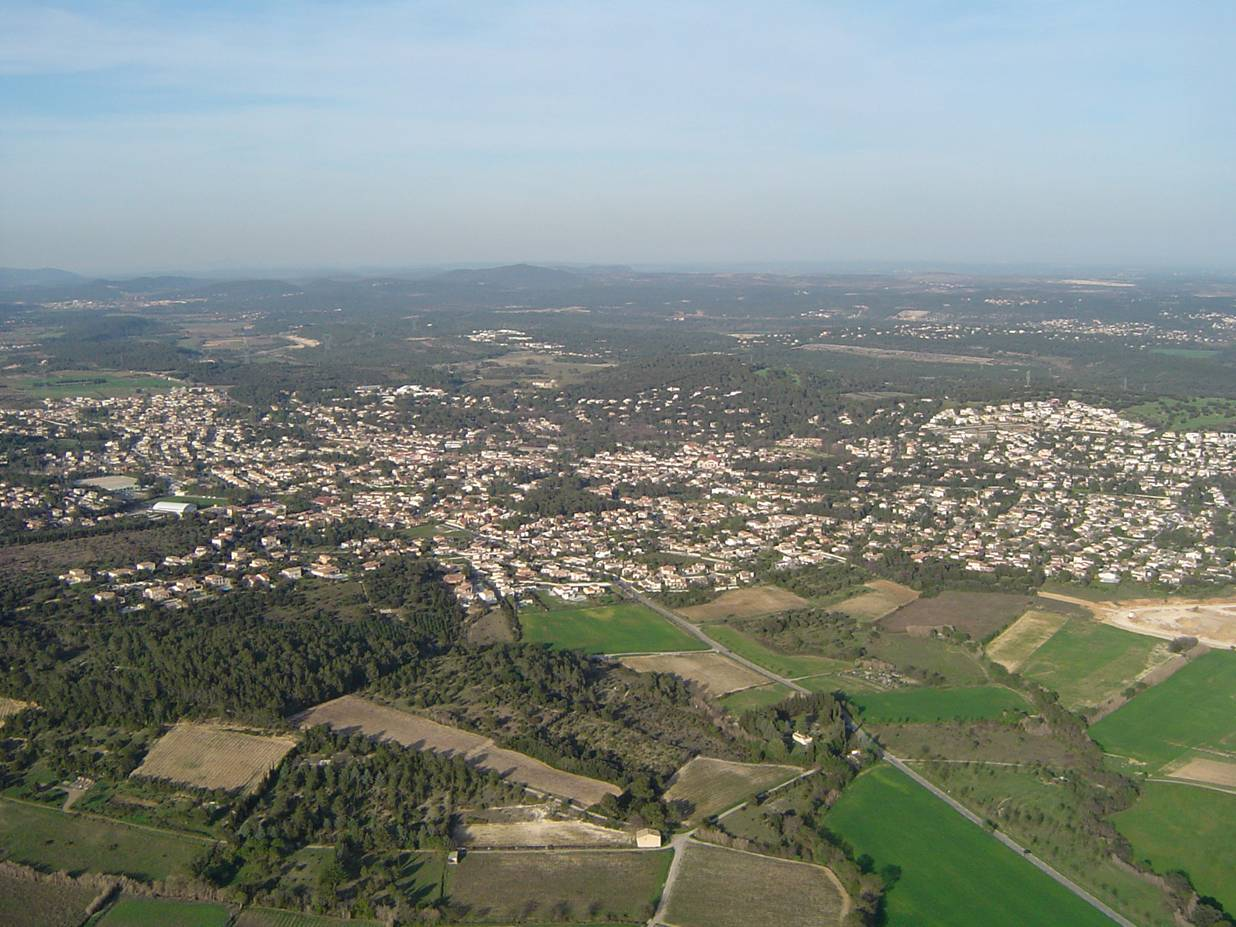
Vue aérienne